# 口腔黏膜吸收
口腔黏膜吸收（Buccal absorption 或 Oral absorption），是一種透過口腔內擴散作用的吸收方式。藥物或是營養物質可透過口腔黏膜滲透到微血管，再將其帶入體內循環，如此一來，可避免肝臟、胃腸道、酵素的破壞，增強效果。口腔黏膜吸收雖然被發現的很早，但僅侷限在醫療產業，所以關於口腔黏膜吸收的相關知識與市面上可見到的民生商品也非常罕見。

## 口腔黏膜
口腔黏膜主要被覆於口腔表面，總面積約100cm2，厚度約為500-600µm，口腔黏膜也是口腔內的第一道對外屏障，它的主要功能就是保護口腔內的組織不受外來物質的侵害。
口腔黏膜分為角質化上皮和非角質化上皮，齒齦和硬齶表面由角質化上皮組成，占口腔黏膜總面積的25%；頰、舌下及軟齶上皮未角質化，占總面積的60%；舌頭背部的黏膜兼具角質化與非角質化兩種性質，占總面積的15%。角質化上皮構成口腔的保護屏障，而頰黏膜和舌下黏膜上皮均未角質化，將有利於吸收。舌下黏膜上皮層厚度較頰黏膜薄，滲透性較佳，故一般的產品都以舌下黏膜吸收為主。

## 歷史
1847年，阿斯坎尼歐·索布雷羅（1812-1888）等首先報導了硝酸甘油可以經口腔黏膜吸收進入人體血液循環系統。1879年，硝酸甘油舌下藥成功地用於臨床，之後陸續出現許多藥物的口腔黏膜吸收相關報導。

## 優點
口腔黏膜吸收的物質可以經由頸靜脈到達心臟，再進入體內循環，可以避免肝臟、胃腸道與酵素的破壞。口腔黏膜吸收被用在用藥上的最主要原因，是為了避免藥物作用過大或胃腸中效果不穩定。不過口腔黏膜吸收的效果與物質的脂溶度、解離度和分子量大小密切相關。值得一提的是，硝酸甘油、卡托普利、硝苯地平等在舌下也有很好的吸收效果。
一般來說，藥物在口腔吸收多為被動擴散，口腔黏膜作為吸收途徑主要有頰黏膜吸收和舌下黏膜吸收；舌下黏膜滲透性強，物質可以迅速吸收，廣泛被應用在用藥上，但是藥效短是其缺點，所以舌下吸收作用的藥物通常都溶解快、劑量小、作用強。
頰黏膜因表面積大，但滲透性較舌下黏膜差。不過頰黏膜吸收能夠避免肝臟、胃腸道的破壞，且受口腔中唾液的影響較小，能夠在黏膜上保持相當長時間，有利於蛋白質類藥物吸收，有利於控釋製劑釋放。
口腔黏膜滲透性順序為：舌下黏膜＞頰黏膜＞牙齦、硬齶黏膜。

## 應用
口腔黏膜吸收主要是被應用在藥品，大部分為舌下錠的劑型，知名的口腔黏膜吸收的藥品有：
- 硝酸甘油：是一種血管擴張用藥，可用於治療冠狀動脈狹窄引起的急性心絞痛。
- 卡托普利：是一種血管緊張素轉化酶抑製劑（ACE inhibitor或ACEI），被應用於治療高血壓和某些類型的充血性心力衰竭。
- 硝苯地平：是一種心血管疾病用藥，可緩解心絞痛和降血壓，多為中老年患者外出、開會、旅遊時的方便用藥。
- 舌下錠：用於治療鴉片類成癮症的解佳益。